# 林雪莉
林雪莉是一名美國生物學家，專門研究蜘蛛絲的演化和功能特性。她是美國自然史博物館的館長、教授和比較生物學研究主任，同時也擔任比較基因體學研究所所長和科學教務長。她畢業於耶魯大學，曾任加利福尼亞大學河濱分校，2007年獲得麥克阿瑟獎。

## 教育
林雪莉於1985年畢業於伊奧拉尼高中，是該校第一屆男女同校班的成員。她繼續在耶魯大學深造，1988年獲得理學學士學位，1990年獲得理學碩士學位，1993年獲得哲學碩士學位。她曾與凱瑟琳·克雷格（Catherine Craig）共事，包括在巴拿馬進行實地考察，當她為教授的熱帶蜘蛛群親手餵食時，對蜘蛛產生了濃厚的興趣。
她於1996年獲得博士學位，論文題目是利用核醣體DNA進行蜘蛛系統分類學研究。

## 職業生涯
在懷俄明大學擔任博士後研究員（1996年—2001年）後，林雪莉於2001年至2016年底在加利福尼亞大學河濱分校擔任教授。
她所在的加利福尼亞大學河濱分校實驗室的工作以蜘蛛蛛絲基因家族為特徵，包括如何編碼蛛絲和研究蜘蛛分子多樣性的基礎。在研究蜘蛛絲的演化過程中使用了多種技術，包括全基因克隆、基因組學、生物化學和生物力學。林雪莉與工程師和生物力學家合作，了解蜘蛛絲，並根據蜘蛛遺傳資訊開發生物材料。
林雪莉曾在2010年TED大會上發表演講。2017年1月，她成為美國自然史博物館的館長、教授和里昂·赫斯比較生物學研究主任。

## 榮譽
2007年，林雪莉獲得麥克阿瑟獎。

## 外部連結
- "TED 2010 | Cheryl Hayashi: Smooth — and Strong — as Silk" （页面存档备份，存于）, Wired, Kim Zetter, February 10, 2010
- TED上的林雪莉